# Nożówka
Nożówka (Alfaro cultratus) – gatunek słodkowodnej ryby z rodziny piękniczkowatych (Poeciliidae).

## Występowanie
Gatunek ten naturalnie występuje w Ameryce Centralnej, a dokładniej na terenach Nikaragui, Kostaryki oraz Panamy. Jej naturalnym środowiskiem są wody słodkie o niskim nurcie. Można je spotkać w potokach o głębokości co najmniej 0,5 m. Woda, którą zamieszkuje, jest neutralna: 6–8 pH, o temperaturze 24 °C – 26 °C.

## Charakterystyka

### Wygląd
Ma spłaszczone bocznie ciało, a jej barwa jest beżowo-żółta. Ma dwa rzędy połyskliwych łusek, które tworzą ostrą krawędź. Samica jest grubsza od samca. Samiec natomiast posiada gonopodium. Samce osiągają do 7,5 cm natomiast samice mogą być większe i osiągają do 8 cm.

### Rozmnażanie
Są gatunkiem ryb żyworodnych. Ciąża trwa około 3–4 tygodnie, z której może urodzić się zazwyczaj od 10 do 40 młodych osobników, jednak zdarzają się także większe mioty do 100 osobników. Dojrzałość płciową osiągają po kolejnych 5–6 miesiącach.

### Dieta
Młode osobniki żywą się głównie małymi owadami wodnymi, dorosłe natomiast zjadają także większe owady lądowe znalezione w wodzie. W warunkach hodowlanych zadowala się pokarmem suszonym oraz mrożonym.

### Zachowanie
Są raczej płochliwym i ruchliwym gatunkiem. Nie tworzą zbitych grup, raczej luźne skupiska. Mogą być agresywne wzajemnie względem swojego gatunku, szczególnie w okresie ciąży.